# 러시아의 우크라이나 침공에 대한 벨라루스의 개입

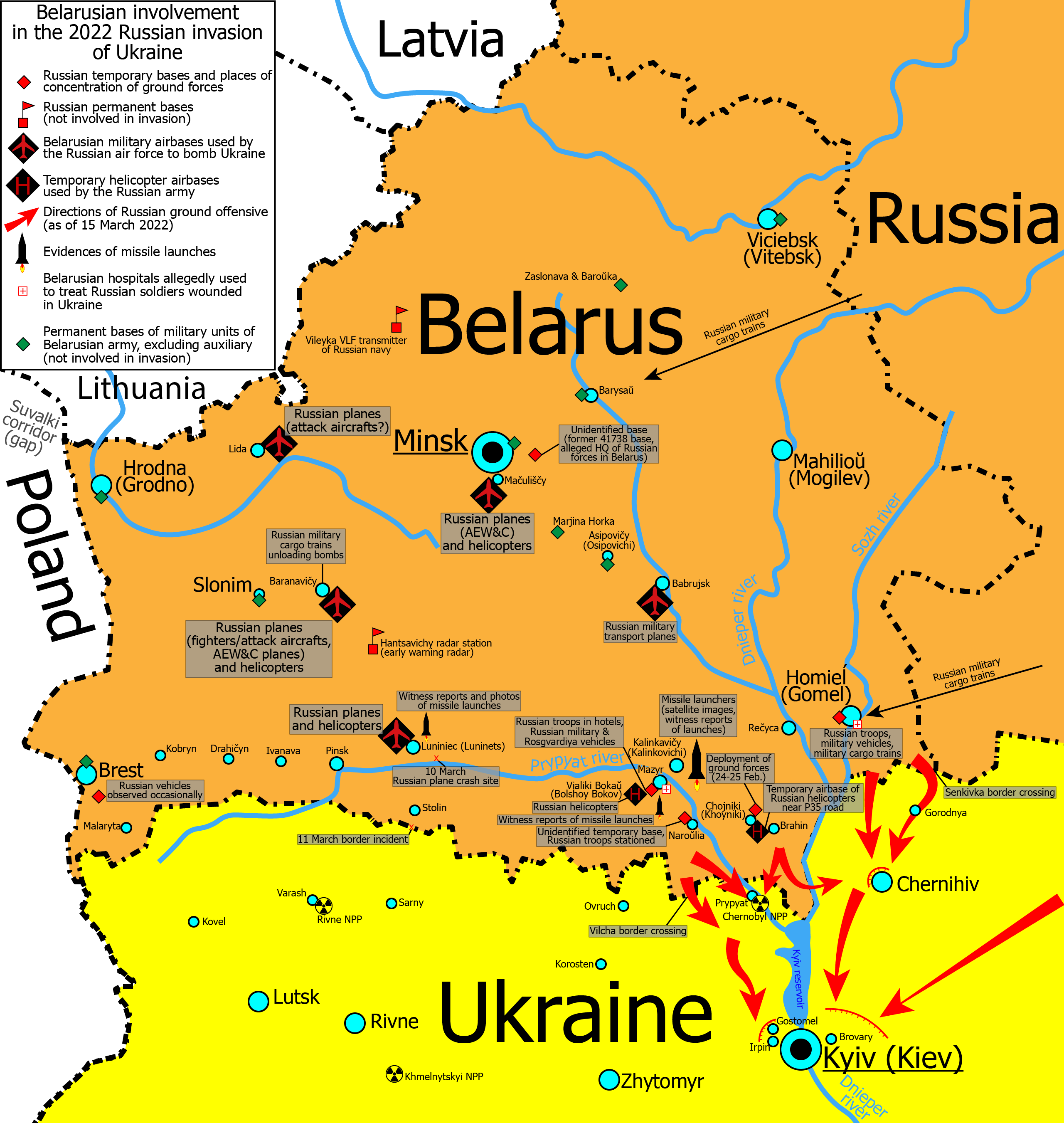
러시아의 우크라이나 침공 중 벨라루스에서의 러시아 군사 활동 지도(2022년 3월 15일 기준)

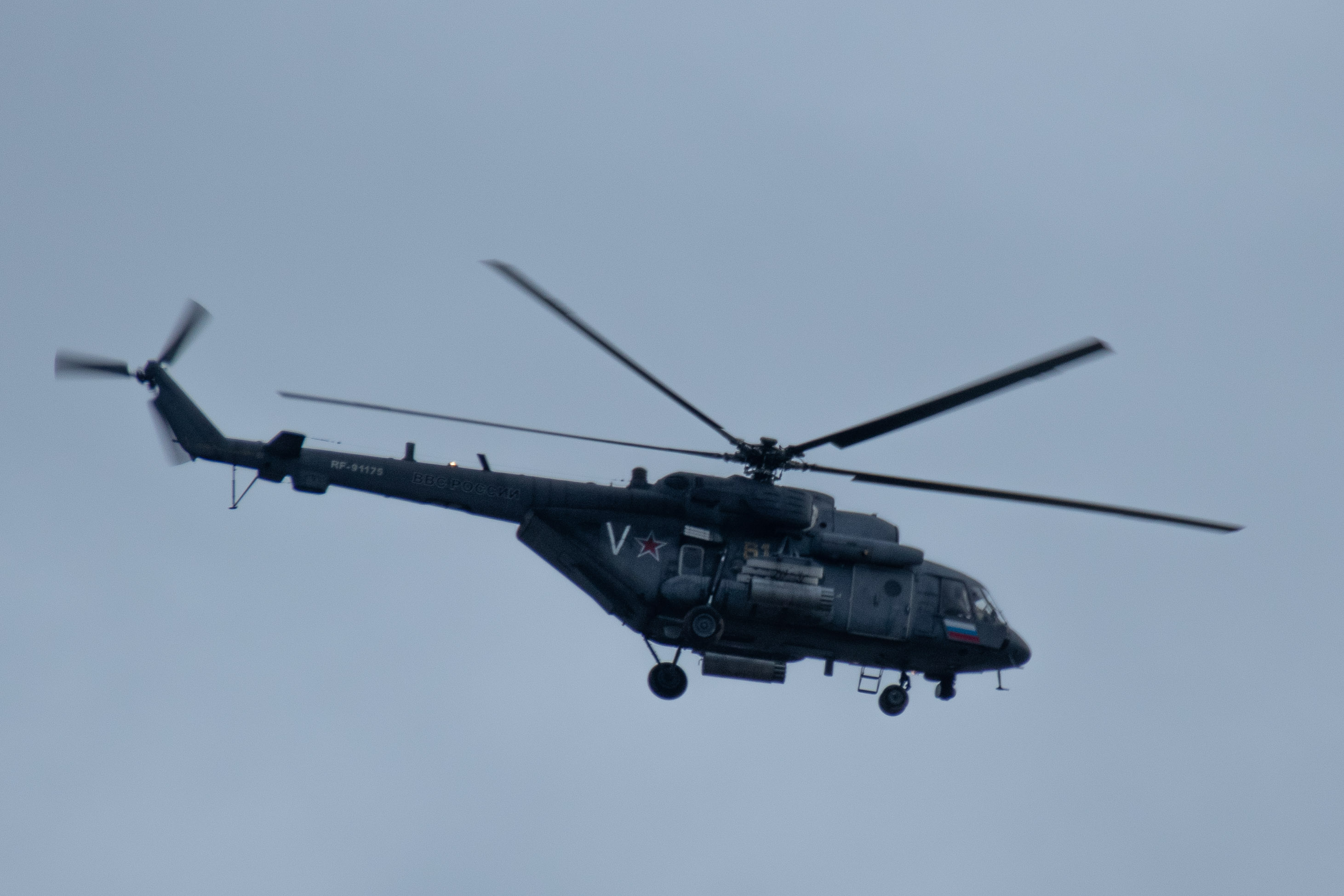
2022년 2월 23일 민스크에서 발견된 러시아 헬리콥터 Mil Mi-8 AMTSh (Mi-171Sh)

러시아의 연맹국인 벨라루스는 러시아의 우크라이나 침공 시 동부의 이웃 국가를 지원했다. 공세 시작 전, 벨라루스는 러시아군이 자국 영토에서 몇 주 동안 군사 훈련을 수행할 수 있도록 허용했고, 러시아군은 이 훈련을 끝내기로 한 날 이후로도 떠나지 않았다. 벨라루스 국경은 우크라이나의 수도 키이우와 가까워 2월 24일 러시아군은 그곳을 침공 시작점으로 삼았고, 벨라루스는 이에 반대하지 않았다.
벨라루스는 처음에는 분쟁과 연관이 없다고 부인했지만, 이후 벨라루스 영토에 주둔한 러시아 미사일 발사대가 우크라이나의 목표물을 조준하도록 허용했다고 인정했다. 벨라루스 야당 언론과 우크라이나군 사이에서는 벨라루스군이 우크라이나 영토에서 러시아군과 함께 싸우고 있다는 보도가 여러 차례 나왔지만, 벨라루스 지도자 알렉산드르 루카셴코는 이를 일축하고 벨라루스군은 직접 참전하지 않을 것이라고 말했다.
벨라루스의 개입은  서방 국가, 유럽 연합, 미국, 캐나다, 일본으로부터 비난을 받았으며, 이로 인해 벨라루스에 제재가 가해졌다. 왕립 국제 문제 연구소에 따르면 벨라루스의 군사 분쟁 관여는 일반 대중에게 지지받지 못한다. 벨라루스의 비핵국가 지위를 포기하자는 헌법 국민투표가 있던 2월 27일 시위가 벌어졌지만 빠르게 해산됐다. 해커들은 우크라이나군 또는 어나니머스에 합세하여 벨라루스 정부 기관과 국가의 중요 기반 시설을 표적으로 삼았다.

## 배경

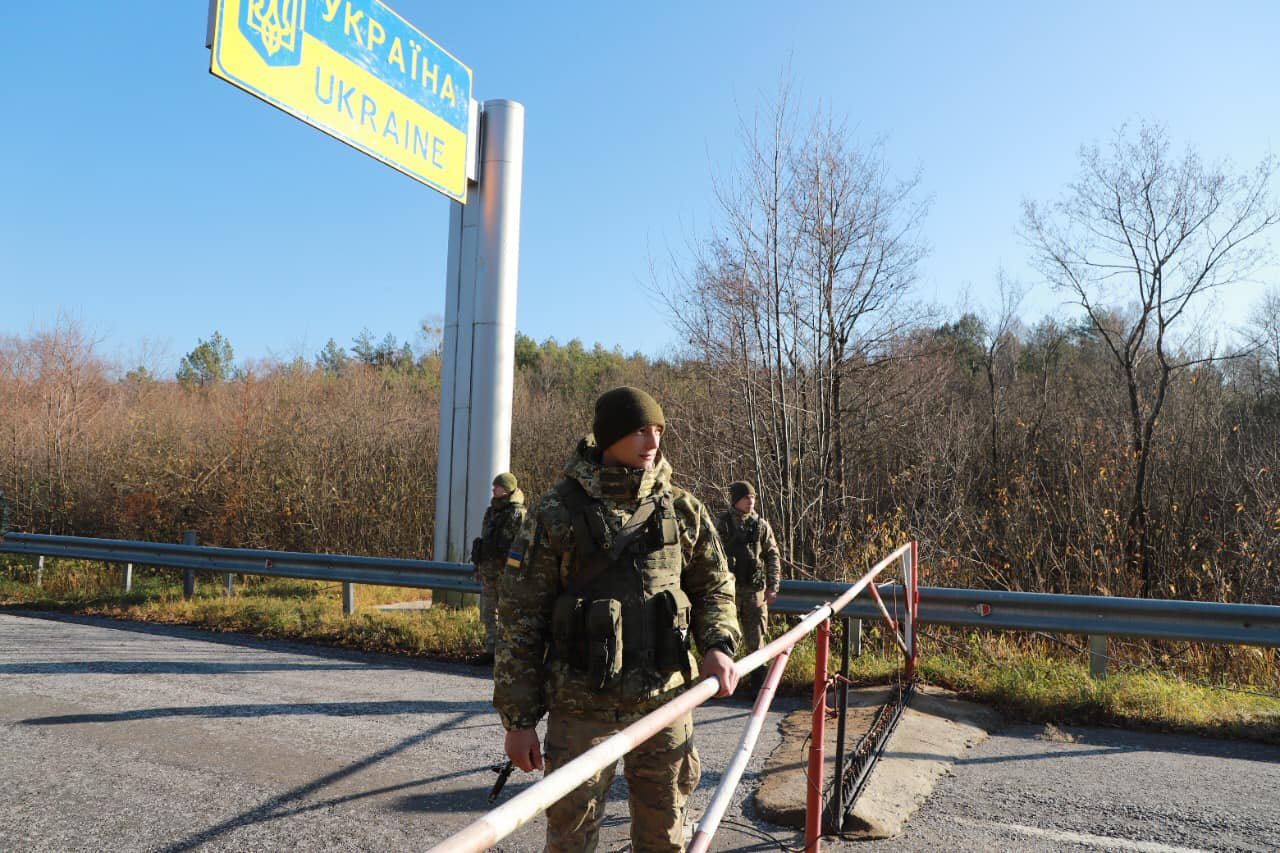
2021년 12월 벨라루스 국경에서 우크라이나 국경 수비대원들.

벨라루스는 우크라이나의 북쪽에 있으며, 1,084km의 국경을 맞대고 있다. 우크라이나 수도 키이우와의 근접성은 주요한 전략적 가치로 여겨진다. 두 국가는 1917년 10월 혁명의 여파로 벨라루스 민주 공화국과 우크라이나 인민 공화국으로 탄생되었다가 1919년 벨라루스 및 우크라이나 SSR로 발전한 후, 1922년 소비에트 러시아와 통합하여 1922년 소련을 형성했다. 현재의 국경은 제2차 세계대전 이후 소련이 폴란드와 헝가리로부터 서부 지역을 합병하면서 설정되었으며, 1991년 소련이 해체되고 두 공화국이 독립한 이후로도 그대로 유지되고 있다.
2022년 1월과 2월에 러시아군이 군사 훈련을 위해 벨라루스로 진입했다. 2월 16일 외무부 장관 블라디미르 마케이는 러시아 군인들이 훈련이 끝난 후 벨라루스를 떠날 것이라고 주장했지만, 이 성명은 후에 국방부 그들이 "알 수 없는 기간 동안" 남아 있을 것이라고 주장함으로써 거부되었다. 벨라루스에 남아 있었을 러시아군의 수는 약 30,000명으로 추산되었다. 또한 벨라루스가 러시아의 핵무기를 보유했을 수도 있다는 추측도 나왔다.
이전의 벨라루스 헌법은 국가에 중립 유지를 요구했다. 그러나 벨라루스는 2월 27일 개헌 국민투표를 실시하여 65%의 지지로 통과를 선언하였다. 변경 사항 중 하나로, 벨라루스의 비핵 상태 철회가 있다. 루카셴코는 이후 나토가 러시아의 서부 이웃국가인 폴란드나 리투아니아로 핵무기를 가져갈 경우, 러시아에 핵무기를 요청할 것이라고 밝혔다.

## 러시아의 침공
군사 충돌의 초기, 벨라루스는 러시아가 공격할 수 있도록 영토를 빌려주었지만 자국 군인을 보낸 것으로 보이지는 않았다. 침공 당일 우크라이나 국경 수비대는 러시아군이 빌차 국경 지점에서 벨라루스-우크라이나 국경을 돌파하려 하고 식별 표시가 없는 헬리콥터가 슬라부티치 근처의 다리를 공격했다고 보고했다. CNN은 탱크가 러시아와의 삼중점인 센키프카 국경을 통해 우크라이나로 진입하는 모습을 담은 영상을 공개했다. 또한 그 날, 러시아군이 벨라루스에서 사람이 살지 않는 체르노빌 제외 구역을 통해 우크라이나에 진입한 후, 인근의 이전 원자력 발전소와 함께 체르노빌을 탈취했다.
벨라루스는 또한 군사 시설이 자국 영토에서 남부의 이웃 국가를 향해 사격하거나, 국경을 넘어 남쪽으로 가는 것을 허용했다. 이미 2월 24일에 우크라이나 총사령관은 벨라루스에서 남서쪽으로 4발의 탄도 미사일을 발사했다고 보고했다. 이틀 후, 막서 테크놀로지는 150대의 헬리콥터와 수백 대의 지상 차량이, 우크라이나 국경에서 50km 조금 떨어진 호이니키 근처에 찍힌 위성 사진을 공개했다. 그곳엔 임시 공군 기지로 지역 직선 도로를 사용하는 90대의 헬리콥터도 있었다. 벨라루스 매체와 텔레그램 채널은 벨라루스 남부에서 러시아 장갑차와 헬리콥터의 움직임을 보여주는 수많은 비디오와 사진을 유포했다. 3일 후, 우크라이나 전략 통신 센터는 벨라루스 영토에서 발사된 미사일이 지토미르 공항을 폭격했다고 보도했다. 3월 8일 ImageSat International은 칼린카비치 (벨라루스 남동부) 인근 야전에서 3대의 미사일 발사대(러시아 9K720 이스칸데르 ), 바라나비치 공군기지에 있는 새로운 항공기(러시아 A-50 또는 A-100) 및 Mi-26 헬기의 위성 이미지를 공개했다.
결국 우크라이나에 벨라루스 군대가 있다는 보고가 나오기 시작했다. 2월 25일 우크라이나 언론은 벨라루스 호멜주를 통해 우크라이나에 입국했다고 주장하는 러시아 포로와 함께 벨라루스 군대가 그를 막지 못했다는 비디오를 공개했다. 2월 28일 벨라루스 야당 언론인 《Charter 97》은 익명의 벨라루스와 우크라이나 소식통을 인용하여 우크라이나에서 부상당하고 사망한 침공군중 일부가 벨라루스 군인이라고 주장했다. 우크라이나의 한 고위 군 관리는 나중에 공영 방송인 Suspilne에 벨라루스군이 2월 27일부터 체르니히우 주에서 목격되었으며 호로드니아에서 우크라이나 최북단의 수도인 체르니히우로 이동하고 있다고 말했다. 그러나 우크라이나 정부는 보고를 확언할 수 없었다. 3월 6일, 우크라이나 대통령 보좌관 올렉시 아레스토비치는 벨라루스군이 지금까지 침공에 가담하지 않았다고 말했다. 제3의 확정적인 증언은 없었다
우크라이나에서 부상당한 러시아군은 벨라루스과 러시아 의사들이 호멜과 호멜주의 다른 도시에서 치료하고 있는 것으로 알려졌다. 우크라이나에서 전사한 러시아군 병사들은 호멜 지역의 영안실에 안치된 것으로 보도되었다. 3월 13일 우크라이나 언론은 부상당한 러시아 군인을 벨라루스 병원에서 치료하는 과정에서 비축된 모든 혈액이 고갈되었으며, 의사들은 벨라루스 시민을 위해 보유 혈액을 사용하기 시작했다고 보도했다. 또한 벨라루스인들은 헌혈을 장려받은 것으로 보고되었다.
2022년 3월 5일과 6일에 보도된 《Charter 97》뉴스 채널에 따르면, 대부분의 하급 벨라루스 군인들은 우크라이나 침공에 참전하는 것을 반대했다. 《Charter 97》과 편집장 나탈리아 라디나는 벨라루스 장교들이 선임들에게 그들이 부대를 우크라이나로 데려갈 경우 반란이나 대량 항복의 위험이 있다고 보고했다고 밝혔다.
3월 10일, 우크라이나 국가안보 및 국방위원회 비서관 Oleksiy Danilov는 벨라루스로부터 온 침공이 예상했던 러시아 침공군의 다른 방향과 달리, "뒷걸음질(backstab)"을 치고 있다고 주장했다.
3월 10일, 우크라이나 북부의 코로스텐에서 공습으로 벨라루스인 트럭 운전사 2명의 사상자가 나왔다 (비행기는 벨라루스 것으로 추정됨). 같은 날 미확인 러시아 비행기가 벨라루스 루니네츠 공군 기지 근처에서 추락했다(조종사는 탈출 성공). 우크라이나 언론 《오보즈레바텔》은 비행기가 우크라이나 상공에서 피격되어 벨라루스 공군기지에 도달하지 못했다고 주장했다.
3월 11일, 우크라이나 관리들은 러시아가 우크라이나 영공에서 벨라루스 정착지를 공습하여 벨라루스를 적대 행위에 더 직접적으로 가담시키려 한다고 비난했다. 나토 정보국은 또한 러시아 제트기가 벨라루스 공군 기지에서 이륙하여 우크라이나로 진입했다고 밝혔다. CNN은 이를 벨라루스가 우크라이나 북부에 대한 공습의 "발판"으로 이용되고 있다고 설명했다.
3월 17일, 오픈 소스 조사관 (오신트) MotolkoHelp는 더 많은 러시아 이스칸데르 미사일이 마출리쉬치 공군 기지에 배치되었고, 민스크 지역의 판치르-S1, 마지르와 바라나비치 근처의 S-400과 같은 방공 체계가벨라루스 영토에서 목격되었다고 보고했다. MotolkoHelp에 따르면, 벨라루스 군인들은 러시아군을 위해 손상된 장비 수리 및 차량의 흙과 시신 제거 등 "더러운 일"을 하라는 명령을 받았다.
여러 차례에 걸쳐 나토, 미국, 우크라이나 관리 또는 당국은 벨라루스가 러시아를 지원하기 위해 임박한 전쟁에 참전할 수 있다는 경고문을 발표했고, 이후 3월 11일 벨라루스 국경 정착촌에 대한 러시아 주도의 가짜 깃발 공격을 비난했다. 3월 22일 '나토 정보 고위 관리'는 벨라루스가 "우크라이나에 대한 공격을 정당화할 수 있는 환경을 조성하고 있다"고 밝혔지만 아직 참전 여부는 결정되지 않았다.
벨라루스로 돌아온 러시아군은 우크라이나에서 약탈한 물품을 팔거나 러시아로 보내려 했다. 2022년 4월 2일 우크라이나 정보부는 러시아 군인들이 나룰리아에서 "바자회"를 열어 물품(세탁기, 냉장고, 자동차, 자전거, 접시, 카페트, 예술 작품, 보석, 장난감, 화장품)을 판매했다고 보고했다. 4월 4일, 벨라루스 언론인들은 러시아 군인들이 마지르의 우체국에서 대량의 물품을 보내기 위해 문서를 작성하는 3시간 분량의 영상을 게시했다 (그 중 하나는 56 근위 공습 여단의 휘장을 달았다). 러시아 군인들은 인터넷으로도 벨라루스인들에게 상품을 팔려고 했다.

## 벨라루스인들의 침공 반대

### 벨라루스의 여론
왕립 국제 문제 연구소에 따르면, 벨라루스인의 79%는 러시아와 우크라이나의 전쟁으로 벨라루스 군인이 죽는 것을 용납할 수 없다고 생각하며, 50% 이상이 벨라루스가 중립을 유지해야 한다고 생각했다. 설문조사 참전자들은 "러시아와 우크라이나 사이에 적대행위가 발생한 후 벨라루스가 무엇을 했어야 했는가?"라는 질문을 받았다. 33%는 러시아에 대한 지지를 표명했다(3%는 벨라루스가 러시아에 참전하는 것에 찬성하고 30% 반대), 25%는 완전한 중립과 벨라루스 영토에서 모든 외국 군대의 추방을 지지, 21%는 모르겠다고 응답, 20%는 우크라이나를 지지한다고 답변했다. (1%는 벨라루스가 우크라이나 측에 참전하는 데 찬성하고 19%는 반대). 따라서 적어도 74%의 벨라루스인들은 정치적 입장에 관계없이 전쟁 개입에 부정적인 태도를 보였다.
이는 "완전한 전쟁에서 벨라루스 군인의 배치는 평화와 안정에 대한 루카셴코의 초석 이데올로기와의 급진적인 단절과, 지금까지 공개적인 정권 비판에 주저하던 벨라루스 사회의 주된 이유인 루카셴코의 지원에 대한 의문을 의미한다”고 해석된다.
로즈마리 토마스 (OBE, 2009년~2012년 민스크 주재 영국 대사)에 따르면 "벨라루스에서는 2차 세계 대전 동안 가장 높은 수준의 학살이 벌어졌다. 그들은 그것이 무슨 뜻인지 알고 있다. 벨라루스의 일반인들은 우크라이나를 형제 국가로 본다. 그들은 전쟁을 원하지 않고, 특히 우크라이나와는 더더욱 그렇다."

### 야당 지도자들의 전쟁 비난
벨라루스에서 망명한 야당 지도자 스뱌틀라나 치하노우스카야는 침공에 가담한 루카셴코를 비난하고 "우크라이나가 이 전쟁에서 승리할 것"이라는 그녀의 믿음을 표명했다. 그녀는 또한 루카셴코가 더 이상 벨라루스 군대를 통제하지 못한다고 추측했다. 치하노우스카야는 우크라이나 상공을 폐쇄하라는 볼로디미르 젤렌스키의 요청을 지지했다. 치하노우스카야는 러시아가 벨라루스 군 지휘관에게 참전하도록 명령하는 것은 범죄이며, 그러한 지휘관은 군사 재판소에 넘겨질 것이라고 선언했다. 그녀는 벨라루스군에 그러한 불법적인 명령에 불복종할 것을 촉구했다.
또 다른 야당 지도자인 파벨 라투슈코는 루카셴코에게도 푸틴과 유사한 제재와 제한 조치가 취해져야 한다고 촉구했다. 또한 벨라루스 정권이 의사 결정의 독립성과 영토에 대한 통제권을 상실했기 때문에, 벨라루스를 러시아의 일시적인 점령지로 인정할 것을 촉구했다.
벨라루스 민주 공화국의 라다 대통령 인본카 수르빌라는 우크라이나 대통령 볼로디미르 젤렌스키에게 공개 서한을 보내 민주주의, 독립 및 유럽의 미래를 위한 투쟁에서 우크라이나 국민을 지지한다고 밝혔다. 그리고 젤렌스키에게 벨라루스인을 루카셴코의 불법 정권과 동일시하지 말고, 우크라이나 관리와 언론에 "벨라루스인에 대한 부당한 괴롭힘과 모욕, 독재자와 벨라루스인의 직접적인 연결, 벨라루스인의 노력을 폄하하는 행위를 중단할 것"을 요청했다. 그녀에 따르면 "루카셴코 정권에 대한 오랜 투쟁 중인 (벨라루스의) 현재 정치적 상황에서 집단적 책임과 집단적 죄책감이 있을 수 없기 때문”이다.

### 언론인과 유명인의 전쟁 비난
벨라루스 야당 언론인들은 벨라루스 정부의 행동이 유엔 총회 제3314호 결의안에 따라 다뤄질 수 있다고 주장했다.
벨라루스의 노벨상 수상자 스베틀라나 알렉시예비치는 우크라이나에 대한 루카셴코의 행동을 '범죄'라고 불렀다. 그녀는 루카셴코가 벨라루스 군대를 우크라이나에 파견하여 러시아를 지원한다면, "영웅들은 총을 쏘지 않을 것"이라고 덧붙였다. 또한 우크라이나에 대한 러시아의 전쟁은 2차 세계 대전보다 더 악한 것이며, 푸틴에 맞서 싸우는 우크라이나인과 벨라루스인들은 영웅이라고 말했다. 또 다른 벨라루스 작가인 알히에르드 바하레비치는 이렇게 말했다. "벨라루스, 우크라이나, 우리에겐 같은 적이 있습니다. 이 적은 바로 푸틴의 제국, 푸틴주의, 푸틴의 파시즘입니다!”
벨라루스 영화계 대표 80명 이상이 우크라이나에 대한 러시아의 군사적 침략을 공개적으로 규탄했다. 벨라루스 테니스 스타 빅토리아 아자렌카)는 우크라이나에서 "그 사건에 대한 당혹감과 비통함을 표했다". 전 벨라루스 올림픽 수영 선수 알리악산드라 헤라시메냐도 벨라루스 정부의 전쟁 개입에 반대 의사를 밝혔다.

### 벨라루스에서 반전 대중 시위와 방해 행위
루카셴코 정권의 엄격한 보안 조치에도 불구하고 벨라루스 헌법 개정에 대한 투표가 있던 2월 27일 벨라루스 전역의 도시에서 침략에 반대하는 시위가 벌어졌고 800명이 구금됐다고 벨라루스 국토부는 밝혔다.
벨라루스 활동가들은 벨라루스 철도(러시아 군용 열차 수송) 작업을 방해하여 세마포르 신호와 철도 스위치의 두 제어 지점을 파괴하고 마길레우 (Mahilioŭ) 근처의 신호 시스템을 단락시켰다. 벨라루스 내무부는 이러한 행위가 "테러리스트의 공격"이라며, 야당 인사인 스뱌틀라나 치하노우스카야와 파벨 라투슈코를 그들을 고무한 혐의로 기소했다. 3월 2일 해커들이 벨라루스 철도의 네트워크 인프라를 손상시켰다. 3월 3일 예루살렘 포스트는 총검이 사보타주에 대한 조사를 개시했다고 보도했다. 수많은 방해 행위가 있었다.
3월 9일까지 벨라루스에서 러시아 군용 열차의 이동을 방해한 혐의로 최소 8명이 체포되었다. 사보타주 행위로 인해 벨라루스 당국은 특수 군사 사단에게 사복을 입고 철도를 순찰하도록 지시했다.
2022년 3월 30일, 경찰은 아시포비치 근처의 철도 장비를 손상시킨 혐의로 바브루이스크에서 구금 중인 3명의 27세 및 28세 남성에게 부상을 입혔다.

### 우크라이나 군에 복무 중인 벨라루스 자원병

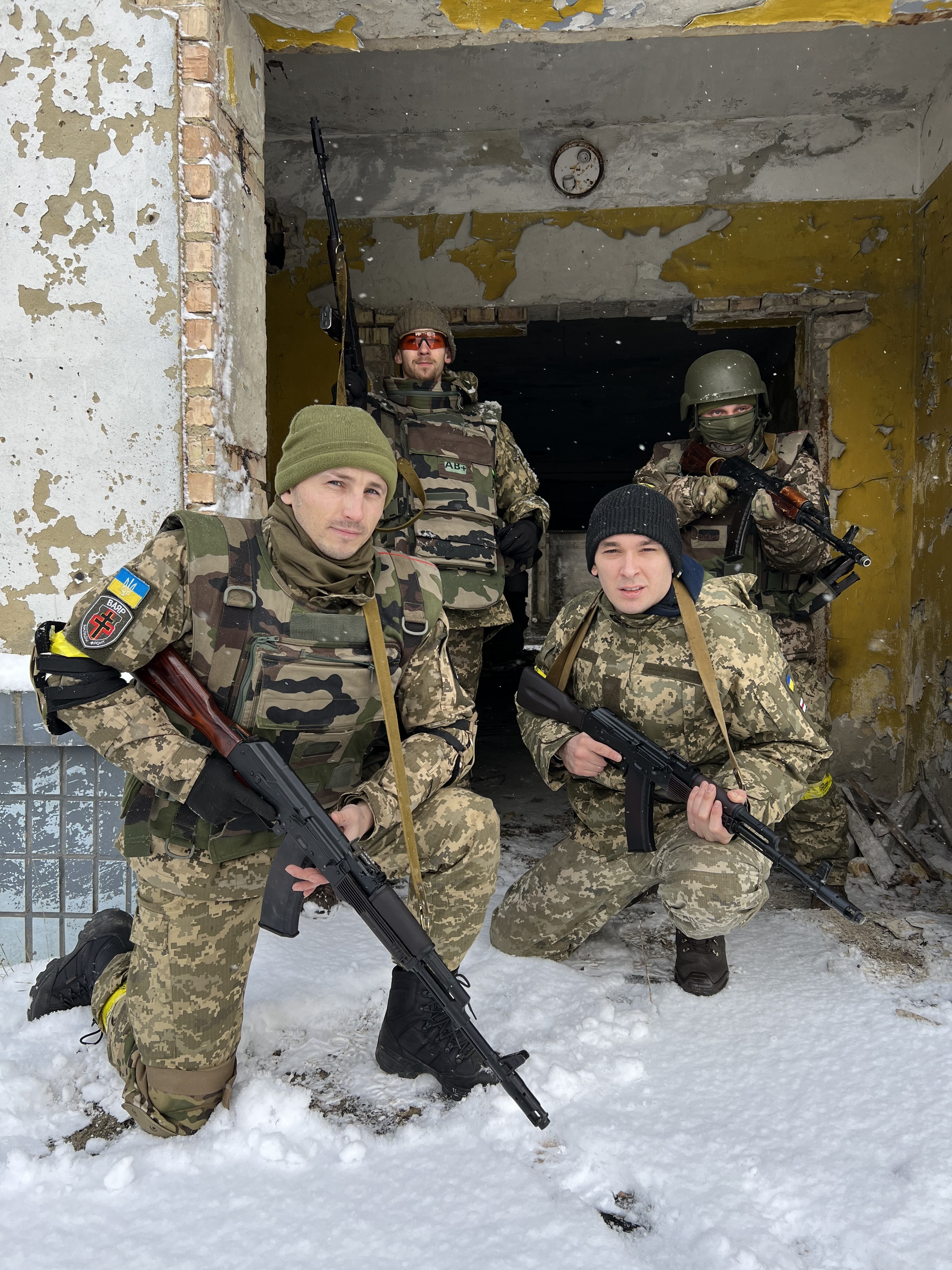
2022년 3월 8일 우크라이나 군대의 벨라루스 의용군 (이후 별도의 벨라루스 대대가 창설됨)

우크라이나에서 벨라루스인들은 키이우를 방어하기 위해 카스투스 칼리노스키의 이름을 딴 별도의 대대를 창설했다.
200명 이상의 벨라루스 시민이 러시아의 침공으로부터 우크라이나를 방어하기 위해 우크라이나 군대에 합류했으며 벨라루스에서 온 다른 300명의 자원 봉사자가 현재 폴란드를 통과하는 중이다.
전 벨라루스 올림픽 조정 선수이자 세계 기록 보유자인 파벨 슈르메이는 자원하여 우크라이나를 위해 싸울 의사를 밝혔다.
2022년 3월 4일, 일리야 "Licvin"은 우크라이나 부차시 근처에서 격렬한 전투를 벌이던 중 전투에서 사망한 최초의 벨라루스 지원군이었다고 보고되었다. 2022년 3월 13일 "투르"("Tur" 본명 Aliaksiej Skoblia)라는 별명의 카스투스 칼리노스키 대대원이 키이우 근처에서 기습을 당해 전투에서 사망했다고 보고되었다.
파호니아 연대로 알려진 카스투스 칼리노스키 대대 외에 우크라이나를 위해 싸우는 또 다른 벨라루스 자원 대대가 있다.

### 국외 벨라루스인의 반전 움직임

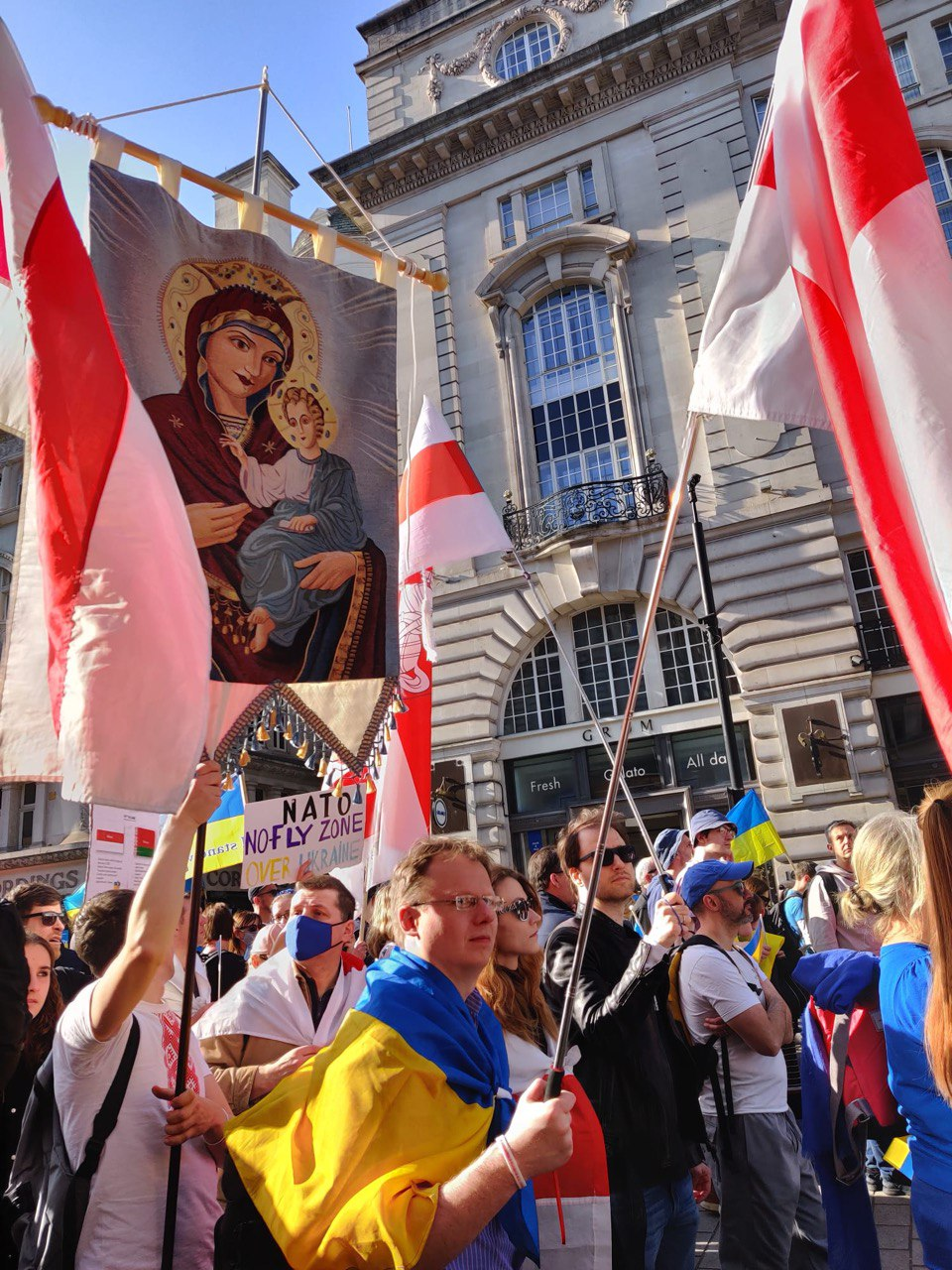
2022년 3월 26일 런던에서 열린 "Stand with Ukraine" 행진에 참여하는 벨라루스 디아스포라

벨라루스와 우크라이나 외부에 거주하는 벨라루스인들은 반전 집회에 참석하고, 우크라이나 난민을 다루는 단체를 돕고, 재정 및 인도적 지원을 수집 및 전달하고, 벨라루스 자원 봉사자들이 우크라이나를 위해 싸우는 것을 돕는다. 영국의 여러 조직은 대응을 조정하기 위한 포괄적인 계획으로, 단체 "우크라이나를 위한 영국 주재 벨라루스인"을 설립했다.

## 반응

### 벨라루스

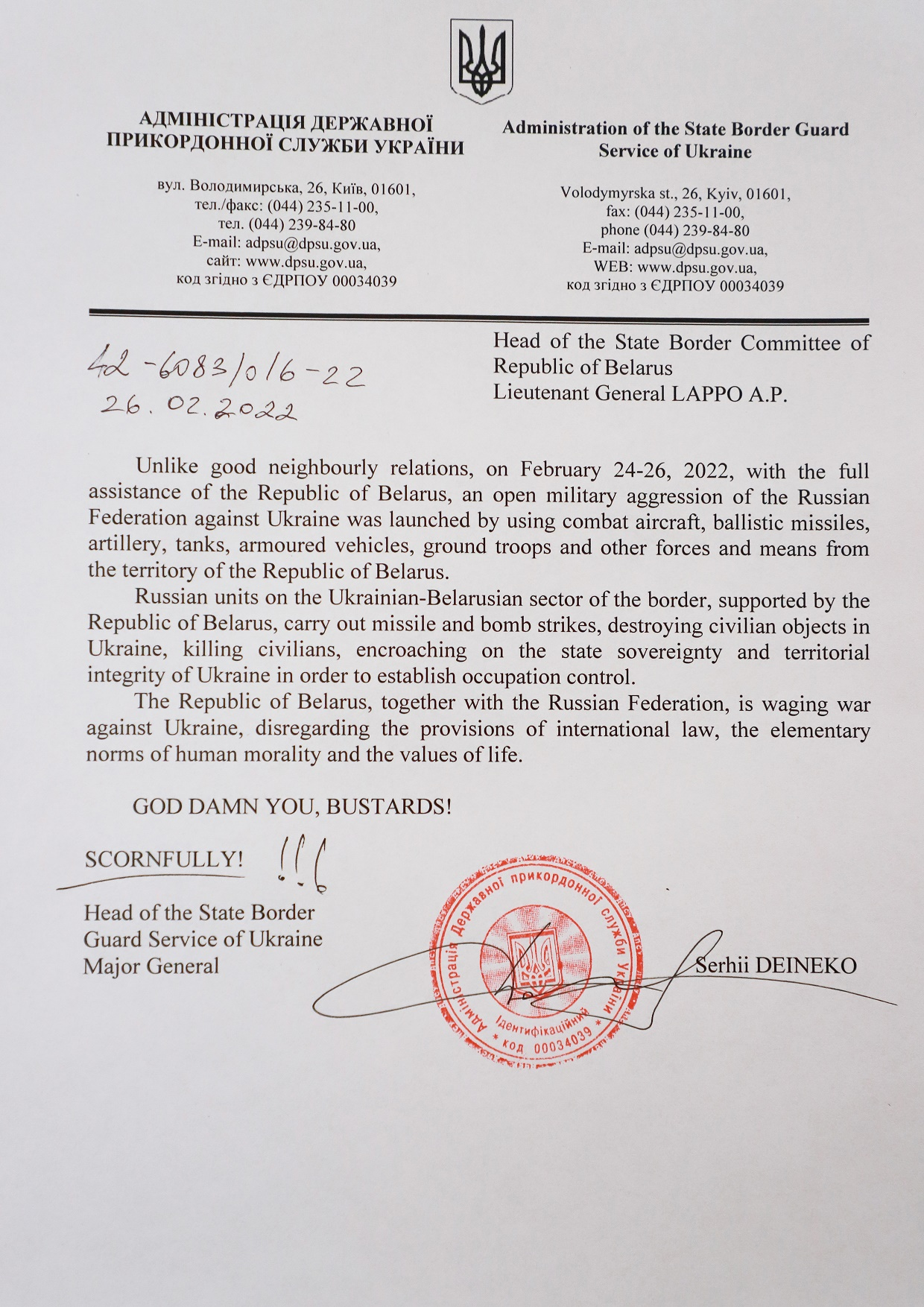
2022년 2월 26일 우크라이나 국경 수비대 국장 세르히 데프네코가 벨라루스 국경 위원회 위원장 아나톨리 라포에게 보내는 서한

#### 정부
벨라루스 대통령 알렉산드르 루카셴코는 처음에 당시 충돌에 벨라루스 군대의 개입을 부인했고, 벨라루스 국방부는 벨라루스에서 발사된 미사일이 우크라이나 목표물을 타격했다는 보고에 대해 언급하지 않았다. 2월 27일 알렉산드르 루카셴코는 러시아가 벨라루스에서 우크라이나를 향해 발사체를 발사했음을 인정했지만 이것은 "강제 조치"라고 논평했다. 루카셴코는 또한 벨라루스 군대가 이미 우크라이나에 있다는 보고에도 불구하고, 군대가 우크라이나에 합류하도록 명령하지 않을 것이라고 발표했다.

#### 교회 및 종교 단체
2020-2021년 시위 진압으로 기독교 공동체는 정부에 독립적인 자신들의 입장 표명 능력을 심각하게 상실했다. 2022년까지 벨라루스 기독교인의 민주주의적 공공 활동은 대부분의 회원이 해외에 기반을 둔 기독교 비전 그룹이 중심이었다. 침공 당일, 이 단체는 러시아군의 침략과 벨라루스 영토의 사용을 규탄하는 성명을 발표하고 우크라이나와의 연대를 표명하며 벨라루스 군인들에게 참전하지 말 것을 촉구했다.
처음에 모든 주요 벨라루스 기독교 교단의 지도부는 이 사안을 침략이나 전쟁으로 언급하는 것을 피했다. 벨라루스 정교회의 수장인 Veniyamin (Tupeka)는 침략을 비난하지 않고 양측을 "서로 발걸음을 내딛기 위한 것"이라 말했다. 정통 신학자 나탈리아 바실레비치는 그의 입장을 비판했다. 다른 정교회 주교들은 침묵을 지켰다.
2월 26일에 발표된 벨라루스 가톨릭 주교회의의 최초 발표에서는 "우크라이나 분쟁"을 언급했다. 평신도의 강한 비판에 대한 응답으로, 총회는 3월 3일 임시 회의로 소집되었다. 성명서에서 주교들은 정치적 갈등이 전쟁이 되는 것에 대해 우려를 표명하고 벨라루스가 참전하지 않을 것을 촉구했다. 3월 9일 우크라이나 그리스 가톨릭교회는 벨라루스 주교들의 "공제적 연대"에 감사를 표했다.
3월 2일, 복음주의 교단의 4개 주교는 신도들에게 3일 동안의 금식과 우크라이나 전쟁 중단을 위한 기도를 요청했다. 그들은 벨라루스도 여기에 연루되어 있다고 언급했다.
3월 9일, 우크라이나 교회 및 종교 단체 협의회는 벨라루스 종교 지도자들에게 "우크라이나 전쟁에 벨라루스 군대가 개입하는 것을 방지하기 위해 권위를 사용할 것"을 청원했다.
우크라이나와 우크라이나의 평화를 위한 기도가 일부 로마 가톨릭 교구와 수녀원에서 이루어졌다. 일부 정교회, 가톨릭, 개신교 사제와 목사들은 공개적으로 전쟁에 반대했다. 정교회 신부 미하일 마루하는 2월 28일 민스크 기차역 근처에서 러시아의 우크라이나 침공에 반대하는 집회에서 구금되어 13일 구금형을 선고받았다.
3월 3일, 어머니회는 군인 어머니들을 민스크에 있는 정교회 성당으로 불러 러시아 침공의 종식과 벨라루스의 비참전을 기도했다. 거의 100명의 어머니가 여기에 가담했으며 최소 4명의 여성과 2명의 언론인이 구금되었다.

### 우크라이나
2월 26일 우크라이나 국경수비대 국장인 세르히 데이네코는 벨라루스 국경위원회 국장 아나톨리 라포에게 자신의 조직이 러시아가 북쪽에서 우크라이나를 침공하도록 도왔다고 비난하는 공식 서한을 보냈다. 우크라이나 의회인 최고 라다의 일부 의원들은 북부 이웃 국가와의 외교 관계를 단절할 것을 촉구했다.
특히 어나니머스 및 우크라이나 IT군과 합세한 다수의 인터넷 해커는 벨라루스 정부 기관과 국영 철도를 대상으로 수많은 사이버 공격을 시작했다. 침공에 대한 대응으로 어나니머스는 벨라루스 민간방위업체 테트레더 (Tetraedr)의 메일 약 200GB를 유출했다.

### 서방 국가들
벨라루스의 러시아 침공 지원은 서방 국가의 비난을 받았다. 침공 당일 미 재무부는 러시아 침공에 가담한 벨라루스를 제재했다. 여러 군사 산업 회사와 장군이 제재를 받았다. 2월 26일 일본은 유사한 제재 조치를 검토했으며 이틀 후 도입했다.
유럽 연합은 벨라루스에 대한 첫 번째 제재를 발표했다. 첫 번째 제재는 2월 27일에 도입되었으며 EU에서 목재, 철강, 광물 연료 및 담배를 포함한 특정 범주의 벨라루스 품목을 금지했다. 리투아니아 총리가 벨라루스를 SWIFT에서 분리할 것을 제안한 후  (루카셴코를 벨라루스의 정당한 대통령으로 인정하지 않는) 유럽연합은 러시아 기업과 고위 관리에 가한 제재를 동맹국으로 확대할 계획을 세우기 시작했다.

### 유엔
2022년 3월 2일 유엔 총회는 러시아의 우크라이나 침공에 대해 압도적인 표결로 러시아를 비토하고, 전투 중단 및 군대 철수를 요구했다. 총회의 193국 중 141국이 결의안에 찬성표를 던졌는데, 중국을 포함한 35국은 기권, 러시아와 벨라루스를 포함한 5개국은 반대표를 냈다. 2022년 3월 2일 유엔 총회 결의 10항은 우크라이나에 대한 불법적인 무력 사용에 벨라루스가 연루되었음을 확인했다.

## 같이 보기
- 러시아의 우크라이나 침공에 대한 외국의 개입